# Lipotriches nubecula
Lipotriches nubecula is een vliesvleugelig insect uit de familie Halictidae. De wetenschappelijke naam van de soort is voor het eerst geldig gepubliceerd in 1875 door Smith.